# Grand Théâtre des Variétés

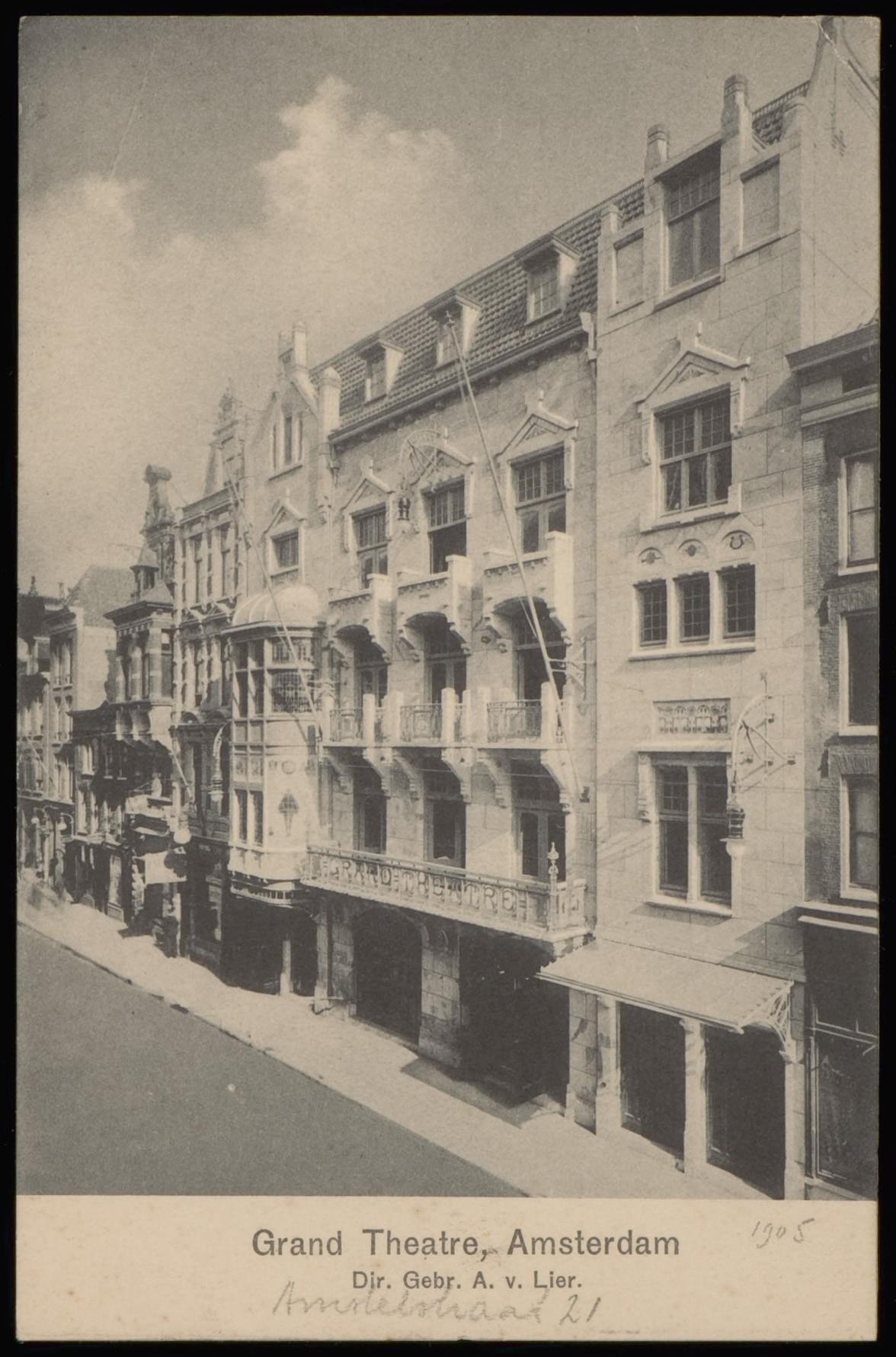
Grand Théatre des Variétés, Amstelstraat 21 Amsterdam, rond 1905

Het Grand Théâtre des Variétés was een Amsterdams theater, dat bestond van 1791 tot 1946. Het bood aan verschillende artiesten een podium om op te kunnen treden.
In 1852 nam dansleraar en klarinettist Abraham van Lier (1813-1887) onder de firmanaam Firma van Lier het Amsterdamse theater de Hoogduitse Schouwburg over en noemde het Grand Théâtre des Variétés. Het gebouw aan de Amstelstraat 21 dateerde uit 1791 en was ontworpen door architect Abraham van der Hart. Het werd het huistheater van toneelgezelschappen Gebroeders van Lier (1852 tot 1861), Het Hollandsch Tooneel (eigen ensemble van het Grand Théâtre)(1882 tot en met 1910). Afwisselend traden andere buiten- en binnenlandse toneelgezelschappen op. Vanaf 1875 bespeelde ook het gezelschap De Vereenigde Tooneellisten het theater. 
Van 1790 tot en met 1852 was dit theater bekend als Hoogduitsche Schouwburg, Amsterdam, vervolgens van 1852 tot 1861 als Grand Théâtre des Variétés, Amsterdam en ten slotte van 1861 tot sluiting in 1940 als Grand Théâtre, Amsterdam.
Na het overlijden van Van Lier in 1887 zetten zijn drie zoons Isouard, Lion en Joseph het bedrijf onder de zelfde naam voort.

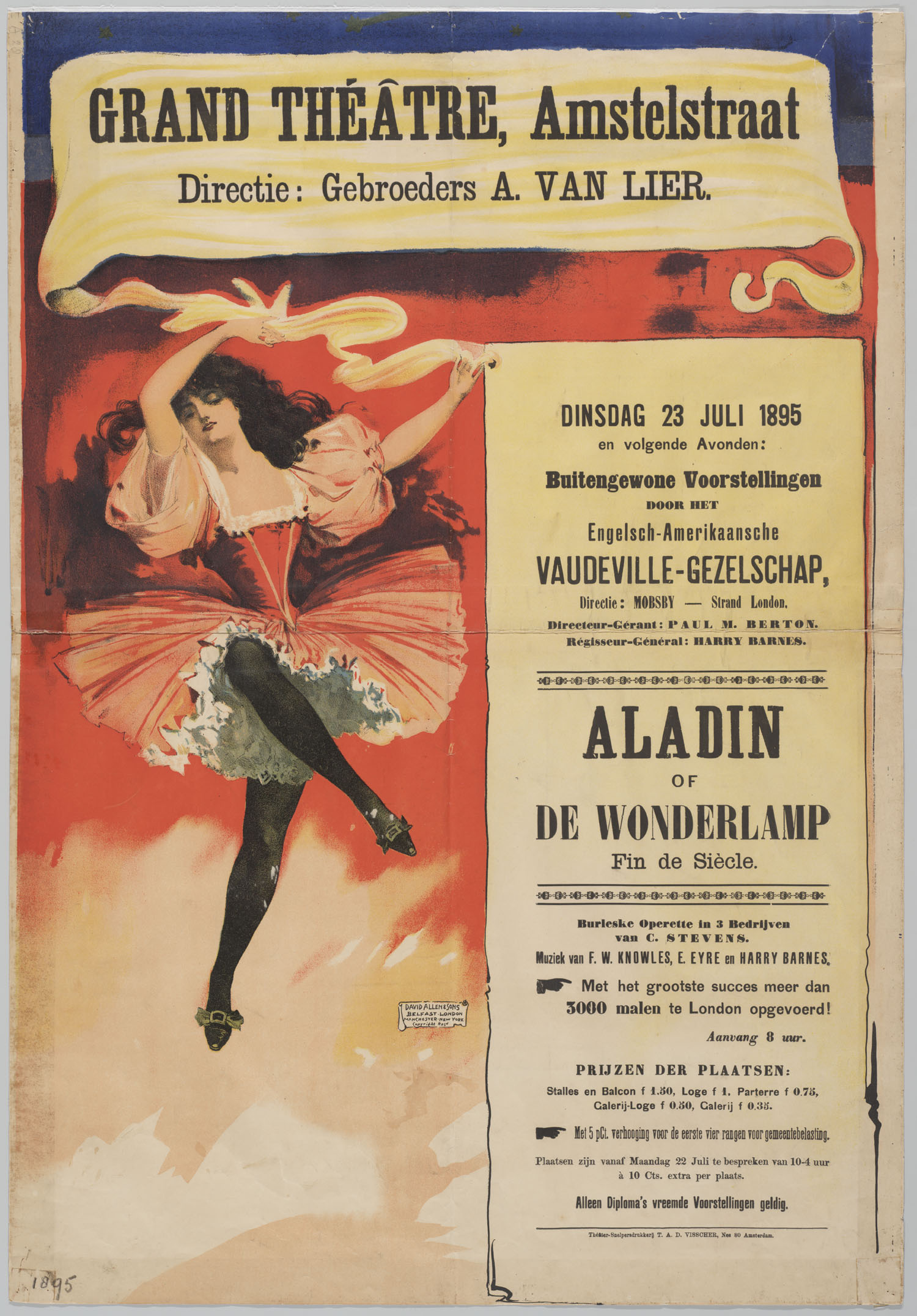
Affiche Aladin of de Wonderlamp, 1895

In 1905 werd het theater verbouwd. Albert van Lier (1898-1989), zoon van Joseph, legde in januari 1905 de eerste steen van de nieuwe gevel. In september 1905 was de verbouwing gereed.
In 1912 werd het jubileum van de firma Van Lier in het theater gevierd. Het gebouw was feestelijk geïllumineerd, waarbij met gloeilampen de omtrekken van het oude theater waren aangegeven.
Het gebouw raakte in de loop van de 20e eeuw in onbruik. Tijdens de Hongerwinter (1944-1945) werd het gebruikt door inwoners van de stad als een bron van brandhout. In 1946 werd de ruïne gesloopt.
Beroemde artiesten en acteurs die het theater bespeelden waren onder anderen: Louis Bouwmeester en zijn zus Theo Mann-Bouwmeester, maar ook internationale vedetten als Adelaïda Ristori, Eleonora Duse, Ernst von Possart en Sarah Bernhardt.